# José Manuel Lechuga
José Manuel Lechuga (Puebla;10 de agosto de 1980) es un conductor y actor . Lechuga se dio a conocer en el programa nocturno Wax y posteriormente en Está cañón al lado de Yordi Rosado. Más tarde estuvo a cargo de la conducción del programa Ahí va el agua.

## Historia
José Manuel Lechuga Vaqueiro, conocido en los medios de comunicación como Lechuga, nació el 10 de agosto de 1980 en México, Distrito Federal. A la edad de 6 años se trasladó con su familia a la ciudad de Puebla de Zaragoza, Puebla.
En 2004 regresó a su ciudad natal para estudiar actuación en el CEA (Centro de Educación Artística) de Televisa terminando sus estudios en 2006. 

## Filmografía

### Televisión
| Año       | Programa                          |
| --------- | --------------------------------- |
| 2006      | Incógnito                         |
| 2006      | Wax                               |
| 2007      | Está cañón                        |
| 2008      | Querida enemiga                   |
| 2009      | Los simuladores                   |
| 2010      | Zacatillo, un lugar en tu corazón |
| 2011      | El octavo mandamiento             |
| 2012      | Ahí va el agua                    |
| 2014      | Me caigo de risa                  |
| 2015–2016 | La vecina                         |
| 2016      | Cascareando                       |
| 2017      | Renta congelada                   |
| 2019      | Ringo                             |
| 2019      | Cita a ciegas                     |
| 2020      | Te doy la vida                    |
| 2021–2023 | Esta historia me suena            |
| 2021      | El Inframundo                     |
| 2021      | Diseñando tu amor                 |

### Cine
- Ella y el candidato (2011)

### Premios TvyNovelas 2016
| Categoría              | Telenovela | Resultado  |
| ---------------------- | ---------- | ---------- |
| Mejor actor revelación | La vecina  | Nominado . |

### Premios ACE2009
| Categoría              | Telenovela      | Resultado |
| ---------------------- | --------------- | --------- |
| Mejor actor revelación | Querida enemiga | Nominado  |